# 盧綸
盧 綸（ろ りん、737年? - 799年?）は、中国・唐の詩人。字は允言（いんげん）。蒲州河東県（現在の山西省運城市永済市）の人。本貫は范陽郡涿県。孫は盧嗣業・盧弼（盧汝弼）。

## 略歴
安禄山の乱を避けて鄱陽に移住し、大暦初年（767年頃）には都へ出て科挙を受験したが、何度も落第した。しかし宰相の元載に才能を認められて、閿郷県尉から検校戸部郎中・監察御史となり、病気のため辞職して家へ帰った。その後、河中府を治めていた渾瑊に招かれて幕下に入り、さらに徳宗から都へ召されたが、出発する前に死んだ。大暦十才子の一人。
『盧戸部詩集』10巻が残っている。